# Radu Eduard Ciobanu
Radu Eduard Ciobanu (n. 1 septembrie 1975, Bacău) este un fost jucător de fotbal român, care a evoluat ultima dată la echipa băcăuană FC Pambac, în Liga a III-a.
A debutat  la Aerostar Bacău, fiind apoi transferat la FCM Bacău, unde a jucat timp de zece ani în primele două ligi de fotbal, contractul său expirând în anul 2004. Ciobanu a revenit în fotbalul românesc la vârsta de 30 de ani, când a semnat un contract cu FC Politehnica Iași, unde a jucat timp de trei sezoane fiind o piesă de bază.
În vara anului 2008, Radu Ciobanu s-a transferat la FC Știința Bacău. Băcăuanul nu a evoluat decât în prima etapă cu Ceahlăul Piatra Neamț, accidentându-se la tendonul lui Ahile. Acesta a reluat antrenamentele în luna septembrie.
Spre sfârșitul anului 2008, Știința se desființează, jucătorul român rămânând doar cu promisiuni din partea conducerii clubului.
Pentru Ciobanu, formația antrenată de Câmpeanu reprezenta echipa la care urma să-și continue cariera, însă, spre finalul anului 2009, fotbalistul devine liber de contract.

## Legături externe
- Radu Eduard Ciobanu la romaniansoccer.ro